# 霍普鎮區 (堪薩斯州迪金森縣)
霍普鎮區（英語：Hope Township）為美國堪薩斯州迪金森縣轄下的鎮區。2010年美国人口普查中此鎮區人口有497人。

## 地理
霍普鎮區涵蓋總面積為92.2平方（35.59平方英里），其中陸地面積為91.9平方（35.48平方英里），水域面積為0.28平方（0.11平方英里）或0.31%。海拔高度425（1,394英尺）。

## 人口統計
根據2010年美國人口普查，霍普鎮區人口有497人，其中男性有255人，女性有242人，人口密度為每平方公里5.39人，住房計261戶。鎮區內的白人有472人，非裔美國人有9人，美洲原住民有4人，亞裔美國人有1人，太平洋島裔美國人有0人，其他種族有0人，混血種族則有11人。此外鎮區內有2人為西班牙裔或拉丁裔美國人。此鎮區之年齡中位數為49.5歲，而男性年齡中位數為48.2歲，女性年齡中位數為50.8歲。

## 交通

### 主要公路
- 4號堪薩斯州州道